# Michael Glatze
Michael Glatze é um pastor cristão não denominacional, antigo jornalista estadunidense, co-fundador da revista Young Gay America e antigo defensor dos direitos LGBT. Glatze recebeu cobertura da mídia após anunciar publicamente que deixou de se identificar como homossexual e passar a condenar a homossexualidade.
A história de Michael Glatze é contada no filme independente O Meu Nome é Michael (2015), realizado por Justin Kelly e protagonizado por James Franco e Zachary Quinto, e no documentário Michael Lost and Found (2017).

## Biografia
Michael Glatze nasceu em 1975, na cidade de Olympia, capital do estado de Washington, nos Estados Unidos. Sua mãe era uma mulher cristã e seu pai, agnóstico.
Aos treze anos, Michael perdeu seu pai, vítima de uma doença cardíaca, e sua mãe faleceu quando ele tinha dezenove anos de idade. Glatze afirmou que ele experimentou um ambiente hostil ao cristianismo na faculdade. Aos vinte anos, quando ele se "se apresentou como gay" foi que ele foi reconhecido como parte da comunidade. Glatze obteve seu diploma de bacharel em Dartmouth College, onde se especializou em literatura inglesa e escrita criativa.
Enquanto trabalhava para a revista gay XY de São Francisco, Glatze conheceu Benjie Nycum, com quem teve um relacionamento por dez anos. Mais tarde, eles fundaram a sua própria publicação, a Young Gay America, direcionada para homossexuais masculinos jovens.
Descontente com a sua situação, Glatze procurou alguma resposta no taoísmo, no budismo, em leituras hinduísmo e do cristianismo. Segundo ele declarou, sua transformação se deu através de Jesus Cristo e começou em 2003 ao se voltar para a Bíblia. Em meados de 2005, Michael Glatze ele declarou ter desistido do estilo de vida homossexual, o qual ele classifica hoje como "errado e imoral". Em 2007, ele foi batizado na A Igreja de Jesus Cristo dos Santos dos Últimos Dias. Porém, no mesmo ano, ele teria saído do mormonismo afirmando estar passando por um processo. Michael Glatze recebeu apoio de Matt Barber da organização Concerned Women for America. Ele próprio prefere não ser identificado como um ex-gay, mas como alguém que encontrou sua sexualidade em Deus.
Em 2011, ele começou a estudar em uma Escola bíblica em Wyoming, onde conheceu Rebekah. Ele se casou com ela em 2013.

### Ministério
Depois de se formar, ele pastoreou uma igreja presbiteriana em Yoder (Wyoming). Em junho de 2014, Glatze decidiu encerrar sua afiliação à Igreja Presbiteriana (EUA), devido à decisão da Igreja de aceitar a bênção de casamentos de pessoas do mesmo sexo, e me tornei cristão não denominacional. 